# Палладий (Юрьев)
Епископ Палладий (в миру Павел Юрьев; 1721 — 2 (23) декабря 1789) — епископ Русской православной церкви, епископ Рязанский и Шацкий.

## Биография
Родился в 1721 году в селе Дуделеве Горбатовского уезда Нижегородской губернии.
По окончании Нижегородской духовной семинарии рукоположен во священника к нижегородскому кафедральному собору.
Овдовев, в 1751 году он был пострижен в монашество и возведён в сан игумена Нижегородского Иоанновского монастыря.
С 1752 года — игумен Николаевского Амвросиева Дудина монастыря.
В 1753 году возведен в сан архимандрита Нижегородского Печерского Вознесенского монастыря.
18 июня 1758 года хиротонисан во епископа Рязанского и Муромского. С 1764 года — епископ Рязанский и Шацкий.
Епископ Палладий известен своей заботой об образовании и просвещении духовенства. По его распоряжению Рязанская семинарская контора брала с учеников старших классов (риторики и философии), а с 1767 года и с учеников богословского класса подписку о том, что они по вступлении на священнослужительские места «под страхом штрафа» обязуются каждогодно сказать по три или по крайней мере по две проповеди.
С 1767 года — член Святейшего Синода. В связи с этим подолгу находился в Санкт-Петербурге.
20 марта 1778 года уволен на покой с правом управления Нижегородским Печерским Вознесенским монастырем.
Скончался 2 декабря 1789 года. Погребен в Нижегородском Печерском Вознесенском монастыре в Петропавловском храме.

## Сочинения
- Слово о созидании и разорении общества на день коронования императрицы Екатерины II. — М., 1777.
- Краткая хронология или показание лет от начала мира по 1776 г. по Р. X., разделенная на 7 веков по церковному штилю. — М., 1777.
- Духовное завещание // Памятники церковных древностей Нижегородской губернии.
- Записки императорского археологического общества: в 14 т. — СПб., 1848—1865; 1857. — Т. 10, с. 253—255.
- Поучительные слова: в 3 ч. — М., 1763.